# Laura Goldfarb
Laura Goldfarb, bürgerlich Laura Quarg (* 1984 in Essen), ist eine deutsche Schauspielerin, Theaterregisseurin, Tänzerin, Choreographin, außerdem arbeitet sie als systemische Paartherapeutin.

## Leben
Laura Goldfarb ist die Tochter eines Architekten und einer Tanzlehrerin. Neben ihrer eineiigen Zwillingsschwester Lisa hat sie noch eine weitere Schwester und einen Bruder. Bereits im Kindesalter spielten die Zwillinge kleine Rollen in Opernaufführungen.   Goldfarb und ihre Zwillingsschwester Lisa studierten Bühnentanz und Schauspiel an der Folkwang Universität der Künste in ihrer Geburtsstadt. Laura schloss 2006 mit dem Diplom ab.
Bereits während ihrer Ausbildung war Goldfarb gemeinsam mit ihrer Schwester als Regisseurin und Choreographin an Produktionen der Jungen Choreographen Essen beteiligt. Auch nach Beendigung des Studiums traten und treten die Zwillinge in der Regel gemeinsam auf. Beide hatten Engagements an zahlreichen deutschen Bühnen, am Grenzlandtheater Aachen, am Staatstheater Wiesbaden, am Alten Schauspielhaus Stuttgart, am Hamburger Allee-Theater, am Pathos Transport Theater in München, in Berlin am Deutschen Theater sowie in Essen am Grillo-Theater, im Maschinenhaus oder in der Zeche Zollverein, zum Teil für Regie und Choreographie verantwortlich. Häufig sind sie auch zu Gast bei Festspielaufführungen, so bei den Gandersheimer Domfestspielen, den Freilichtspielen Schwäbisch Hall oder den Bad Hersfelder Festspielen. Hier erhielt Goldfarb – ebenfalls gemeinsam mit ihrer Schwester – 2015 den Hersfeld-Preis für ihre Rolle als Magd in Holk Freytags Inszenierung von Kleists Zerbrochnem Krug. Zusammen treten sie auch als Kabarett- und Comedy-Duo Die Goldfarb-Zwillinge auf.
2010 gründete Goldfarb zusammen mit ihrem späteren Ehemann, dem Autor Tobias Bungter, und ihrer Schwester in Berlin das Theater QQ, an dem sie selbstgeschriebene Stücke inszenieren. Ebenfalls gemeinsam mit ihrer Schwester wirkte Goldfarb in diversen Kurzfilmen mit.
2014 heiratete sie ihren Lebensgefährten. Da Laura den Geburtsnamen ihrer jüdischen Mutter weiterführen wollte, nahmen sie diesen beide an, wie auch des Weiteren Schwester Lisa. Sie leben in Berlin am Prenzlauer Berg, Wohnung an Wohnung  mit ihrer Schwester.
Laura Goldfarb hat darüber hinaus eine Ausbildung als Paar- und Sexualtherapeutin gemacht.

## Filmografie
- 2012: Das tapfere Schneiderlein – Regie: Theater QQ
- 2013: Wartezimmer (Kurzfilm) – Regie: Marcel Franken
- 2013: Nacht zu dritt (Kurzfilm) – Regie: Marcel Franken
- 2013: Gruß aus der Küche (Kurzfilm) – Regie: Thomas Neumann
- 2013: Gespaltene Persönlichkeit (Kurzfilm) – Regie: Noemi Goldfarb
- 2013: Die Doppelhochzeit (Kurzfilm) – Regie: Tobias Bungter
- 2013: Marcel über den Dächern – Regie: Sebastian Stolz
- 2016: Die Kleinkriminellen – Regie: Lisa Quarg, Laura und Tobias Goldfarb

## Auszeichnungen
- 2019: Kabarett & Comedypreis "Belziger Bachstelze"[5]